# ماينارد بيكسباي
ماينارد بيكسباي (بالإنجليزية: Maynard Bixby)‏ هو عالم معادن ‏ أمريكي، ولد في 28 يونيو 1853، وتوفي في 18 فبراير 1935.